# (482987) 2014 OM88
(482987) 2014 OM88 es un asteroide perteneciente al cinturón de asteroides, descubierto el 5 de enero de 2012 por el equipo del Spacewatch desde el Observatorio Nacional de Kitt Peak, Arizona, Estados Unidos.

## Designación y nombre
Designado provisionalmente como 2014 OM88.

## Características orbitales
(482987) 2014 OM88 está situado a una distancia media del Sol de 2,989 ua, pudiendo alejarse hasta 3,123 ua y acercarse hasta 2855 ua. Su excentricidad es 0,045 y la inclinación orbital 11,062 grados. Emplea 1887,76 días en completar una órbita alrededor del Sol.

## Características físicas
La magnitud absoluta de (482987) 2014 OM88 es 16,79.